# Natació als Jocs Olímpics d'estiu de 1928 - 200 metres braça masculins
Els 200 metres braça masculins va ser una de les onze proves de natació que es disputaren als Jocs Olímpics d'Amsterdam de 1928. La competició es disputà entre el 6 i el 8 d'agost de 1928. Hi van prendre part 21 nedadors procedents de 13 països.

## Medallistes
| Or                      | Plata                  | Bronze                  |
| Yoshiyuki Tsuruta (JAP) | Erich Rademacher (GER) | Teófilo Yldefonso (PHI) |

## Rècords
Aquests eren els rècords del món i olímpic que hi havia abans de la celebració dels Jocs Olímpics de 1928.
| Rècord del Món | 2:48.0 | Erich Rademacher | Brussel·les (BEL) | 11 de març de 1927 |
| Rècord Olímpic | 2:56.0 | Robert Skelton   | París (FRA)       | 16 juliol 1924     |

En la tercera sèrie Erich Rademacher establí un nou rècord olímpic amb un temps de 2:52.0 minuts. En la quarta sèrie Yoshiyuki Tsuruta millorà el rècord amb 2:50.0 minutes. Tsuruta millorà novament el rècord en les semifinals, amb 2:49.2 minuts, i en la final, amb 2:48.8 minuts.

## Resultats

### Sèries
Es disputa el dilluns 6 d'agost. Els tres nedadors més ràpids de cada sèrie i el millor tercer passaren a semifinals.
Sèrie 1
| Pos. | Nedadora               | Temps  | Qual. |
| ---- | ---------------------- | ------ | ----- |
| 1    | Walter Spence (CAN)    | 2:56.6 | QQ    |
| 2    | Erwin Sietas (GER)     | 2:57.4 | QQ    |
| 3    | Louis Van Parijs (BEL) | 3:00.0 |       |
| 4    | William Rozier (FRA)   |        |       |
| 5    | Hugh Smith (GBR)       |        |       |

Sèrie 2
| Pos. | Nedadora                | Temps  | Qual. |
| ---- | ----------------------- | ------ | ----- |
| 1    | Erik Harling (SWE)      | 2:56.4 | QQ    |
| 2    | Karl Schäfer (AUT)      | 2:56.6 | QQ    |
| 3    | Teófilo Yldefonso (PHI) | 2:57.4 | qq    |
| 4    | Yuki Mawatari (JPN)     |        |       |
| 5    | Ernst Budig (GER)       | 2:58.6 |       |

Sèrie 3
| Pos. | Nedadora                 | Temps  | Qual. |
| ---- | ------------------------ | ------ | ----- |
| 1    | Erich Rademacher (GER)   | 2:52.0 | QQ OR |
| 2    | Thomas Blankenburg (USA) | 3:04.2 | QQ    |
| 3    | Léon Tallon (FRA)        | 3:05.0 |       |
| 4    | Jack Aubin (CAN)         |        |       |
| —    | Joseph De Combe (BEL)    | DNF    |       |

Sèrie 4
| Pos. | Nedadora                | Temps  | Qual. |
| ---- | ----------------------- | ------ | ----- |
| 1    | Yoshiyuki Tsuruta (JPN) | 2:50.0 | QQ OR |
| 2    | Robert Wyss (SUI)       | 3:02.6 | QQ    |
| 3    | Leen Korpershoek (NED)  | 3:04.0 |       |
| 4    | Reginald Flint (GBR)    |        |       |
| 5    | Josep Francesch (ESP)   |        |       |
| 6    | Tage Wissnell (SWE)     |        |       |

### Semifinals
Es disputa el dimarts 7 d'agost de 1928. Els tres nedadors més ràpids de cada sèrie passen a la final.
Semifinal 1
| Pos. | Nedadora                 | Temps  | Qual. |
| ---- | ------------------------ | ------ | ----- |
| 1    | Yoshiyuki Tsuruta (JPN)  | 2:49.2 | QF OR |
| 2    | Walter Spence (CAN)      | 2:53.0 | QF    |
| 3    | Teófilo Yldefonso (PHI)  | 2:53.2 | QF    |
| 4    | Robert Wyss (SUI)        |        |       |
| 5    | Thomas Blankenburg (USA) |        |       |

Semifinal 2
| Pos. | Nedadora               | Temps  | Qual. |
| ---- | ---------------------- | ------ | ----- |
| 1    | Erich Rademacher (GER) | 2:56.6 | QF    |
| 2    | Erik Harling (SWE)     | 2:57.2 | QF    |
| 3    | Erwin Sietas (GER)     | 2:57.8 | QF    |
| 4    | Karl Schäfer (AUT)     |        |       |

### Final
Es disputa el dimecres 8 d'agost de 1928.
| Pos. | Nedadora                | Temps     |
| ---- | ----------------------- | --------- |
| 1    | Yoshiyuki Tsuruta (JPN) | 2:48.8 OR |
| 2    | Erich Rademacher (GER)  | 2:50.6    |
| 3    | Teófilo Yldefonso (PHI) | 2:56.4    |
| 4    | Erwin Sietas (GER)      | 2:56.6    |
| 5    | Erik Harling (SWE)      | 2:56.8    |
| 6    | Walter Spence (CAN)     | 2:57.2    |